# Netscape Navigator
Netscape Navigator hay Netscape là tên của trình duyệt web phổ biến trong những năm 1990 và là sản phẩm của Netscape Communications Corporation. Là trình duyệt web đầu tiên, Netscape nhanh chóng được phổ biến rộng rãi và chiếm ưu thế trong trình duyệt web. Mặc dù vậy, vào năm 2002, trình duyệt này có rất ít người dùng do họ đã chuyển sang sử dụng Internet Explorer của Microsoft. Internet Explorer ra đời, chiếm lĩnh dần thị phần của Netscape và sau đó, Netscape được AOL mua lại. AOL chính thức ngừng phát triển Netscape Navigator vào ngày 28 tháng 12 năm 2007, nhưng tiếp tục hỗ trợ trình duyệt web này với bản cập nhật bảo mật cho đến 1 tháng hai 2008, sau đó mở rộng cho đến khi 1 tháng ba 2008, khi AOL hủy hỗ trợ kỹ thuật, nhưng vẫn cho phép người dùng tải về lưu trữ của các phiên bản của Netscape Navigator trình duyệt web gia đình. AOL Netscape duy trì các trang web như là một cổng Internet. Sự thất bại của Netscape một phần là do Internet Explorer được bán kèm theo hệ điều hành Windows, một phần khác là do cuối những năm 1990, Netscape không đổi mới kỹ thuật. Và Mozilla là kẻ nối dõi đã ra đời.
Phiên bản mới nhất hiện nay của trình duyệt này là Netscape Navigator 9.0.0.6 với nhiều cải tiến theo xu hướng của các trình duyệt hiện nay như Google Chrome, Opera, Safari, v.v... Tuy nhiên, mức độ phổ biến của Netscape Navigator so với các trình duyệt này vẫn không thể bằng với thời kỳ huy hoàng trước đây.